# Santa Caterina dello Ionio
Santa Caterina dello Ionio – miejscowość i gmina we Włoszech, w regionie Kalabria, w prowincji Catanzaro. Według danych z 31 grudnia 2016 gminę zamieszkiwało 2194 osób.